# Тогто
Тогто, Тогтох (1314—1355; кит. трад. 脫脫, упр. 脱脱, пиньинь Tuōtuō или кит. упр. 托克托, пиньинь Tuoketuo) — монгольский государственный деятель, главнокомандующий, историограф в Китае в конце существования империи Юань. Известен тем, что руководил созданием официального юаньского корпуса хроник предшествующих государств Ляо, Цзинь и Сун.

## Биография
Меркит по происхождению, из семьи крупных государственных деятелей эпохи Юань: сын Маджияртая, младшего брата государственного канцлера (кит. трад. 大丞相, пиньинь dà chéngxiàng) Баяна. Противоречия в среде монгольской знати привели к тому, что в 1340 году полностью контролировавший дела империи Баян потерял власть и был приговорён к смерти, формально императором Тогон-Тэмуром, де-факто Маджияртаем и другими придворными.
В 1341 году, после назначения отца первым министром, Тогто получил высокий ранг при дворе. Он восстановил практику государственных экзаменов на должность (отменённую Баяном) и стал ответственным за историографию. В 1343 году он руководил созданием Истории Цзинь (金史), в 1344 году Истории Ляо (遼史) и Истории Сун (宋史). Часто его имя в связи с хрониками указывается наряду с крупным китайским учёным и литератором при дворе Тогон-Тэмура, Оуян Сюанем (1274/5—1358), которому китайская наука часто приписывает «истинное авторство». Пекинское издание хроник 1977 года заявляет только Оуян Сюаня в качестве автора. Однако известно, что над хроникой трудился, сводя воедино ряд более ранних источников (в том числе авторских), коллектив, в котором выделяется около десяти крупных составителей-монголов и китайцев.
Корпус из трёх хроник был представлен ко двору в 1345 году. В 1344 году, когда его отец был освобождён Тогон-Тэмуром от постов и сослан в Ганьсу, Тогто покинул пост под предлогом болезни.
В 1349 году его отец был полностью реабилитирован как ложно обвинённый, и Тогто был возвращён к государственной деятельности, получив значительный штат и права отца. Непосредственно по возвращении в 1349 он успешно занимался ликвидацией последствий наводнения, вызванного разливом Хуанхэ, и завоевал большую популярность у населения. В 1350 году он успешно осуществил выпуск новых бумажных денег. Также он снизил налоги. Однако общественные работы, развёрнутые им на строительстве Великого Канала, вызвали значительное недовольство населения. Это, наряду с наводнением и недовольством государственной монополией на солеварение, стало одним из факторов, вызвавших подъём региональных восстаний, распространившихся по стране.
В 1351—1354 Тогто лично возглавлял серию военных экспедиций против повстанцев секты Белого Лотоса и Красных повязок. Его экспедиции были победоносны, но множественность очагов восстания не позволила ему добиться решающего успеха. В результате наветов недоброжелателей Тогто во время очередного похода был освобождён Тогон-Тэмуром от должностей, сослан в современную Юньнань, а в 1355 году получил императорский приказ совершить самоубийство и покончил с собой, приняв яд.
После отстранения Тогто от командования в 1354 году монгольская знать развила внутреннюю борьбу до крупных войсковых операций, правительственные войска терпели поражение за поражением от чжэцзянских повстанцев. Вскоре клика недоброжелателей Тогто потеряла влияние, и в 1362 году Тогто был посмертно реабилитирован с возвращением официальных титулов.
Тогто был последним крупным деятелем эпохи Юань в Китае. В 1368 году Тогон-Тэмур бежал из Пекина, а один из руководителей восстания Чжу Юаньчжан провозгласил основание империи Мин.

## В популярной культуре
Образ Тогто появлялся в кинофильмах и телесериалах, посвящённых закату империи Юань, в частности в южнокорейском телесериале «Императрица Ки» его сыграл корейский актёр Ким Джихан.